# Daljokije blizkije
Daljokije blizkije (russisk: Далёкие близкие) er en russisk spillefilm fra 2022 af Ivan Sosnin.

## Medvirkende
- Jekaterina Agejeva som Masja
- Filipp Avdejev som Misja
- Kirill Käro
- Irina Pegova som Natalja Pavlovna
- Jevgenij Sytyj som Boris
- Andrej Urgant som Vova
- Jelena Jakovleva som Nadezjda